# السوادنة (الزاهر)

تعديل مصدري - تعديل

السوادنة هي إحدى قرى عزلة الناصفة بمديرية الزاهر التابعة لمحافظة البيضاء، بلغ تعداد سكانها 235 نسمة حسب تعداد اليمن لعام 2004.